# Convair X-11

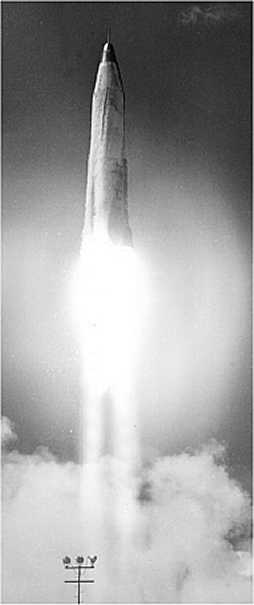
Lanzamiento de un Convair X-11.

El Convair X-11 (denominado originalmente como XSM-16A) fue el primer banco de pruebas para el que sería el programa del cohete Atlas. Posteriormente, el Convair X-12 llegaría a ser otro sistema de pruebas más avanzado para el programa Atlas.
Se construyeron y probaron un total de doce X-11. Los tres primeros fueron utilizados en pruebas estáticas. Los X-11 número 4 y 6 fueron destruidos en accidentes de lanzamiento. El resto realizaron pruebas de vuelo con éxito. La serie de pruebas comenzó el 11 de junio de 1957 y finalizó el 3 de junio de 1958.

## Especificaciones del X-11

### Generales
- Longitud: 29,3 m
- Diámetro: 3,66 m
- Peso en vacío: 5.670 kg
- Peso cargado: 36.300 kg

### Rendimiento
- Velocidad máxima: Mach 10
- Alcance: 1.110 km
- Techo de vuelo: 60.000 m